# Metropolis poetry
Metropolis poetry is een studioalbum van Picture Palace Music (PPM). PPm nam de muziek gedurende een aantal jaren op in diverse geluidsstudios, Townsend Studio (Berlijn), Eastgate Studio (Wenen), Rixdorf-Manor (Berlijn) en Q-Studio werden gebruikt. Metropolis poetry is "nieuwe" filmmuziek bij de filmklassieker Metropolis van Fritz Lang uit 1927. De muziek lijkt af en toe erg op die van Tangerine Dream uit de eerste jaren van de 21e eeuw. Quaeschning was toen lid van die band, Hausl nam ook met die band op.

## Musici
- Thorsten Quaeschning – toetsinstrumenten, stem, gitaar
- Thorsten Spiller – geluidseffecten (1,7)
- Sacha Bator – synthesizer, piano (3,6,8)
- Kai Hamuschak – slagwerk, stem (4,6,7)
- Vincent Nowak – slagwerk, stem (4,6,7,8)
- Djirre – gitaar (4,6,8)
- Chris Hausl – zang (12)

## Muziek
| Nr. | Titel                           | Duur  |
| --- | ------------------------------- | ----- |
| 1.  | Overture                        | 3:54  |
| 2.  | Holding office                  | 4:23  |
| 3.  | M-device                        | 5:57  |
| 4.  | Yoshiwara nightclubbing society | 4:43  |
| 5.  | MMXXVI accept the present       | 3:27  |
| 6.  | Sermons from Dystopia           | 4:59  |
| 7.  | Lion-man-flow-machine           | 5:07  |
| 8.  | New freedom-Towers of Babel     | 5:22  |
| 9.  | Tangled high mass               | 10:30 |
| 10. | Metropolis theme                | 6:04  |
| 11. | Mediation process               | 8:44  |
| 12. | Poetry Metropolis               | 4:35  |